# Polymixinia decoloraria
Polymixinia decoloraria là một loài bướm đêm trong họ Geometridae.